# Lasiophanes comosus
Lasiophanes comosus là một loài bọ cánh cứng trong họ Cerambycidae.